# Slovo Slovanke
"Slovo Slovanke" (rusko Прощание славянки, latinizirano: Proščanije slavjanki) je ruski patriotski marš, ki ga je napisal skladatelj Vasilij Ivanovič Agapkin v čast Slovank, ki so spremljale svoje može v prvi balkanski vojni. Marš je bil napisan konec leta 1912 in je doživel premiero v Tambovu. Poleti 1915 je bil izdan na gramofonski plošči v Kijevu. Izven Rusije je en najbolj prepoznavnih glasbenih simbolov Ruskega imperija, ZSSR in Ruske federacije.
Melodija je postala priljubljena v Rusiji in sosednjih državah med prvo svetovno vojno, ko so ruski vojaki zapuščali svoje domove in jih je spremljala glasba marša. Marš je bil izveden tudi na paradi 7. novembra 1941 na Rdečem trgu, po kateri so šli vojaki neposredno v bitko za Moskvo. Marš je bil tudi neuradna himna Bele vojske admirala Kolčaka. V 90. letih dvajsetega stoletja si je politična stranka Jabloko neuspešno prizadevala, da bi marš postal državna himna Ruske federacije.
Marš "Slovo Slovanke" je bil uporabljen v filmih Žerjavi letijo, 72 metrov in Gorski ujetnik. Melodija Slovesa Slovanke je v uporabi za državno himno Tambovske oblasti, besedilo pa je napisal A. Mitrofanov 22. maja 2002. Napisana je bila tudi različica v poljščini (Jokajoče vrbe začnejo šumeti), hebrejščini (Med mejami) in finščini (Svobodna Rusija ali Vapaa Venäjä).
Ob zvokih "Slovesa Slovanke" vlaki z ruskimi naborniki še vedno odhajajo do mesta služenja
8. maja 2014 je bil na Beloruski železniški postaji v Moskvi svečano odprt kip "Slovo Slovanke".

## Besedilo
| Rusko |
| Этот марш не смолкал на перронах Когда враг заслонял горизонт. С ним отцов наших в дымных вагонах Поезда увозили на фронт. Он Москву отстоял в сорок первом, В сорок пятом шагал на Берлин, Он c солдатом прошёл до Победы По дорогам нелёгких годин. И если в поход Страна позовёт, За край наш родной Мы все пойдём в священный бой! Шумят в полях хлеба. Шагает Отчизна моя К высотам счастья, Сквозь все ненастья, Дорогой мира и труда. |